# نيفين حافظ
نيفين حافظ (مواليد 3 أغسطس 1968) هي سبّاحة مصرية بدأت، مع 5 لاعبات أخريات، المشاركة النسائية المصرية في الألعاب الأولمبية الصيفية من خلال أولمبياد 1984 في لوس أنجلوس. وهي أخت السباحة أيضًا شيرويت حافظ.

## المشاركة الأولمبية
| الدورة | الحدث         | التمهيدي | التمهيدي | النهائي  | النهائي  |
| الدورة | الحدث         | الوقت    | الترتيب  | الوقت    | الترتيب  |
| ------ | ------------- | -------- | -------- | -------- | -------- |
| 1984   | 100 متر حرة   | 1:04.06  | 42       | لم تتأهل | لم تتأهل |
| 1984   | 100 متر فراشة | لم تبدأ  | لا ترتيب | لم تتأهل | لم تتأهل |

## روابط خارجية
- نيفين حافظ على موقع الاتحاد الدولي للسباحة (الإنجليزية)
- نيفين حافظ على موقع اللجنة الأولمبية الدولية (الإنجليزية)
- نيفين حافظ على موقع أوليمبيديا (الإنجليزية)